# Grijskopvleerhond
De grijskopvleerhond (Pteropus poliocephalus) is een vleermuis uit het geslacht Pteropus die voorkomt in Zuidoost-Australië, van Gladstone (Queensland) tot Melbourne (Victoria), meestal op niet meer dan 200 km van de kust.
De grijskopvleerhond is de grootste vleermuis van Australië; de vleugelspanwijdte bedraagt tot 1 m. De vacht is lang en grijs, met een brede oranje band om de hals. De kop is wat lichter van kleur. Ook de poten zijn behaard. De kop-romplengte bedraagt 230 tot 290 mm, de voorarmlengte 138 tot 180 mm, de oorlengte 30 tot 37 mm en het gewicht 600 tot 1000 g.
In de zomer vormt deze soort vaak grote koloniën, meestal in dicht bos, maar 's winters komt het dier meer verspreid voor. De paring vindt in maart of april plaats; daarna wordt er in oktober of november een enkel jong geboren.